# Камподипиетра
Камподипиѐтра (на италиански: Campodipietra) е малко градче и община в Централна Италия, провинция Кампобасо, регион Молизе. Разположено е на 520 m надморска височина. Населението на общината е 2569 души (към 2010 г.).